# Ichthyococcus polli
Ichthyococcus polli és una espècie de peix pertanyent a la família Phosichthyidae.

## Descripció
- Pot arribar a fer 9,1 cm de llargària màxima.
- És de color marró-groc amb els flancs platejats.
- 11-14 radis tous a l'aleta dorsal i 13-17 a l'anal.
- Les bases de les aletes i les vores de les escates són negres.
- Presència d'aletes dorsal i ventral adiposes.[5][6][7]

## Hàbitat
És un peix marí, mesopelàgic i batipelàgic que viu entre 300 i 750 m de fondària (normalment, entre 550 i 750) i entre les latituds 20°N-16°S.

## Distribució geogràfica
Es troba a l'Atlàntic: l'illa de Santa Helena i les regions equatorials de l'Atlàntic occidental.

## Observacions
És inofensiu per als humans.